# 大可乡
大可乡，是中华人民共和国云南省昆明市石林彝族自治县下辖的一个乡镇级行政单位。

## 历史沿革
大可乡位于石林县西南部，东南两侧与弥勒县西一镇、西二镇、西三镇接壤，西与宜良县竹山乡接界，北与板桥街道毗邻，面积为114.5平方千米。乡驻大可村，距县城20千米；巴江支流大可河自南向北纵贯全乡。乡内主要是以汉族为主，其次是彝族、苗族、壮族。2012年12月11日，被命名为第七批云南省生态乡镇。

## 行政区划
大可乡下辖以下地区：大可村、中龙村、结胜村、南大村、水尾村和岩子脚村。

## 产业
大可乡有耕地14145亩，其中水田6315亩，旱地7830亩，乡内主产水稻、玉米、烤烟、蚕豆、小麦、水果等。粮食和烤烟是主要经济来源。其他主要以石材加工业、建筑业、餐饮服务业、个体商业为主。1998年，投入50万元改建小波溪街道老街。南大村扩建老街及接通自来水总投资40万元疏通自来水。
大可乡有一所中学石林县大可乡中心学校。当地有著名的石林彝族火把节。